# Mulia Jaya
Mulia Jaya is een bestuurslaag in het regentschap Bungo van de provincie Jambi, Indonesië. Mulia Jaya telt 1607 inwoners (volkstelling 2010).